# Oxide & Neutrino
Oxide & Neutrino jsou britské hudební duo, jehož členové jsou Alex Rivers (* 1982, Isleworth, Londýn) a Mark Osei-Tutu (* 1982, Brixton, Londýn).
Oxide má na starosti produkci a při živých vystoupení hraje jako DJ.
Neutrino je podepsán pod vokální stránkou tvorby této skupiny.

## Kariéra
Jejich první singl „Bound 4 Da Reload (Casualty)“ se v květnu 2000 dostal na první příčky hitparád ve Velké británii. Tento singl je známý tím že se v něm objevuje sampl z úvodní znělky seriálu Casualty vysílaném na BBC One, a také se objevily kousky dialogu z filmu Sbal prachy a vypadni.
Hudba tohoto dua se objevila ve filmu Ali G Indahouse, konkrétně se jednalo o track "Shoot to Kill".
Oxide & Neutrino jsou také členy So Solid Crew, což je jedna z nejznámějších a nejvýznamnějších skupin hrající UK Garage

## Diskografie
- 2000: The Solid Sound of the Underground
- 2001: Execute
- 2002: 2 Stepz Ahead
- 2007: 2nd Chance